# Darna (Népal)
Pour les articles homonymes, voir Darna (homonymie).
Darna (en népalais : दर्ना) est un comité de développement villageois du Népal situé dans le district d'Achham. Au recensement de 2011, il comptait 4 387 habitants.